# فهد المقدم

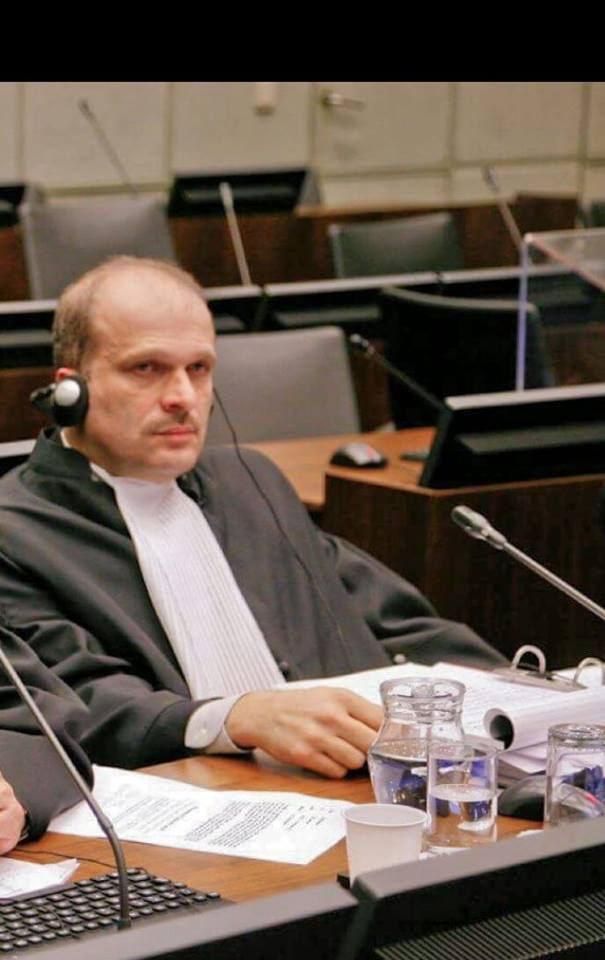
نقيب محامي الشمال فهد المقدم

فهد المقدم، (24 حزيران 1966) محامي لبناني، من مواليد طرابلس، وهو سياسي وحقوقي، ويترأس نقابة المحامين في طرابلس لبنان.
وعلى الرغم من إنه متحالف مع 14 آذار إلا إنه يتمتع بشعبية مستقلة في طرابلس، حيث أنه من عائلة تحتل مكانة قوية بين الطرابلسين، فهو حفيد المناضل عزت مقدم،
طرح اسمه في الآونة الأخيرة للترشح على المقعد السني في طرابلس.[بحاجة لمصدر]

## نبذة عن حياته
حصل  على إجازة الحقوق عام 1990 في القانون اللبناني من الجامعة اللبنانية، ومارس مهنة المحاماة أكثر من 30 عاما. كان عضوا في مجلس النقابة لدورتين متتاليتين عام 2005  والثانية 2008، بسابقة هي الأولى بنقابة المحامين في طربلس اذ رشح لمركز عضوية مجلس  النقابة بموجب عريضة موقعة من 148 محام.[بحاجة لمصدر] دشن في عهده قصر العدل الجديد في طرابلس. شغل فهد المقدّم منصب نقيب المحامين في طرابلس، لبنان في 09 تشرين الثاني 2014 لدورة  واحدة.

## المناصب التي تولاها
- مفوض قصر العدل لدى نقابة المحامين في طرابلس سابقا.
- أمين صندوق نقابة المحامين في طرابلس ثلاث دورات متتالية سابقا.
- أمين سر نقابة المحامين في طرابلس سابقا.
- عضو محكمة الإستئناف  المدنية الناظرة في قضايا نقابة المحامين سابقا .
- عضو المجلس التأديبي لنقابة المحامين في طرابلس لبنان سابقا.
- ترأس سابقا العديد من اللجان في نقابة المحامين في طرابلس و منها لجنة حقوق الإنسان و الحريات العامة.
- رئيس اللجنة الجنائية بإتحاد المحامين في حوض البحر الأبيض المتوسط.
- المحامي الشمالي و الطرابلس الوحيد المعتمد و المقيد على لائحة محامين المتضررين بالمحكمة الدولية الخاصة للبنان بالمحكمة الدولية الخاصة للبنان.[2]
- محام معتمد على لائحة المحامين المعتمدين لدى المحكمة الجنائية الدولية.
- عضو محكمة الاستئناف الناظرة بالقضايا التأديبية لدى المحكمة الخاصة بلبنان STL.
- انتخب نقيبا للمحامين في 09 تشرين ثاني 2014.[3]

## النشاطات و المؤتمرات
- شارك في العديد من المؤتمرات القانونية في لبنان والخارج (مصر، الأردن، المغرب، إيطاليا ...) أخرها التي حصلت في لاهاي برئاسته وموضعها«مكاتب الدفاع في المحاكم الدولية».
- النقيب العربي الوحيد الذي شارك كضيف مميز لدى المؤتمر العام لاتحاد المحامين والقضاة الاميركيين ABA الذي عقد في شيكاغو عام 2015.
- شارك في تأسيس اتحاد نقابات المحامين في حوض البحر الأبيض المتوسط.
- نظم العديد من المؤتمرات المتعلقة بحقوق الإنسان و ذلك بالتنسيق مع المؤسسات الدولية ومنها الأمم المتحدة والاتحاد الأوروبي.
- مثل نقابة المحامين في اتحاد المحامين العرب واتحاد المحامين الدوليين.